# Zweimal lebenslänglich
Zweimal lebenslänglich ist ein Drama von Johannes Fabrick aus dem Jahr 2015 mit Julia Koschitz und Felix Klare in den Hauptrollen. Es handelt von der Beziehung eines jungen Paares, bei dem ein Partner wegen Mordes zu einer lebenslänglichen Freiheitsstrafe verurteilt wird.

## Handlung
Franziska und Sebastian sind seit vier Jahren ein glückliches Paar und genießen ihre gemeinsame Zeit. Eines Morgens steht die Polizei vor der gemeinsamen Wohnung und verhaftet Sebastian. Der Vorwurf lautet auf Mord. Franziska glaubt, dass es sich um einen Irrtum handelt und er am Nachmittag wieder zu Hause ist, doch er bleibt in Untersuchungshaft. Es zeigt sich, dass Sebastian mit dem Mordopfer eine Affäre hatte, auch am Tattag war er mit dem Opfer zusammen, seine DNA-Spuren wurden an und im Intimbereich der Leiche sichergestellt. Dennoch beteuert Sebastian vehement seine Unschuld, doch er wird zu einer lebenslangen Freiheitsstrafe verurteilt. 
Für Franziska bricht eine Welt zusammen. Sie gerät mit ihren Eltern in Streit, die ihr vorwerfen, vor der Realität die Augen zu verschließen. Arbeitskolleginnen wenden sich ab. Hart trifft sie, dass auch Sebastians bester Freund den Kontakt abbricht. Sie ist zunehmend isoliert, hält aber weiter zu Sebastian und heiratet ihn im Gefängnis. Schließlich kommen ihr Zweifel, ob er wirklich unschuldig ist. Über eine Arbeitskollegin lernt sie eine ehemalige Freundin von Sebastian kennen. Sie offenbart ihr, dass Sebastian ausgesprochen dominant sein kann und auch vor Gewalt nicht zurückschreckt. Diesen Wesenszug hatte Franziska in ihrer Beziehung noch nicht erlebt. Sie konfrontiert Sebastian mit ihren Erkenntnissen, doch er wiegelt ab. Kurze Zeit später darf Franziska erstmals einen Langzeitbesuch mit ihm verbringen. Beim Geschlechtsverkehr leidet Sebastian zunächst unter einer Erektionsstörung und wird gegenüber Franziska gewalttätig, die daraufhin einen Notruf auslöst und das Gefängnis verlässt.
Am nächsten Tag wird Sebastian erhängt in seiner Zelle gefunden. Für Franziska beginnt ein neues Leben, doch Zweifel bleiben, ob er wirklich der Täter war. Später sieht sie einen Fernsehbericht, dass der Leichnam einer Frau gefunden wurde, die genauso zugerichtet wurde wie das damalige Mordopfer. Es bleibt somit offen, ob Sebastian die Tat wirklich begangen hat.

## Hintergrund
Zweimal lebenslänglich wurde von a.pictures im Auftrag des ZDF produziert und zwischen dem 5. Mai und dem 5. Juni 2015 in Hamburg gedreht. Am 15. April 2016 wurde der Film auf Arte erstausgestrahlt.

## Kritik und Nominierung
Die Augsburger Allgemeine lobt den mit „zwei tollen Schauspielern in den Hauptrollen“ besetzten Film, der seine Spannung aus der ständigen Frage nach Schuld oder Unschuld beziehe. Sie kritisiert jedoch die „etwas nervenden“ Alpträume Franziskas. Sie wirken aus Sicht der Zeitung „effekthascherisch und passen eigentlich gar nicht zum Grundton des TV-Dramas über Liebe und Vertrauensverlust“. Rainer Tittelbach lobt den Film als ein „reduziertes, optisch starkes Drama, das Dank der stimmigen Psychologie bis zum Schluss die Spannung hält.“
Der Film wurde auf dem Filmfest Hamburg für den Hamburger Produzentenpreis für Deutsche Fernsehproduktionen nominiert.